# 穆斯林清真寺
穆斯林清真寺，又称东游清真寺，是位于越南胡志明市第一郡𤅶犧坊东游街66号的一座清真寺。 

## 历史
该清真寺始建于1935年，当时称作“印度贾米亚穆斯林清真寺”。

## 建筑
该清真寺为古羅馬建築风格。它由四座尖塔组成。